# Округ Вашингтон (Илиноис)
Округ Вашингтон (енгл. Washington County) је округ у америчкој савезној држави Илиноис.

## Демографија
По попису из 2010. године број становника је 14.716, што је 432 (-2,9%) становника мање 2000. године.
| Група             | 2000.          | 2010.          |
| Белци             | 14.846 (98,0%) | 14.260 (96,9%) |
| Афроамериканци    | 50 (0,3%)      | 101 (0,7%)     |
| Азијати           | 28 (0,2%)      | 42 (0,3%)      |
| Хиспаноамериканци | 108 (0,7%)     | 197 (1,3%)     |
| Укупно            | 15.148         | 14.716         |